# Baskova dolina
Baskova dolina – dolina w zachodniej części pasma gór Ptacznik na Słowacji.
Ciągnie się od wsi Lehota pod Vtáčnikom w kierunku pd.-wsch. aż pod główny grzbiet Wysokiego Ptacznika, pomiędzy szczytami Jarabá skala (1169 m n.p.m.) na pn. i Malá Homôlka (1298 m n.p.m.) na pd. Od strony pn. ogranicza ją odchodzący od Jarabéj skaly grzbiet ze wzniesieniami Branisko (969 m n.p.m.) i Repiská (629 m n.p.m.), natomiast od strony pd.-zach. odchodzący od Maléj Homôlki grzbiet z Kunim vrchom (1112 m n.p.m.).
Zbocza doliny są w większości strome, miejscami bardzo strome, lokalnie pokryte rumowiskami kamiennymi. W wielu miejscach wyrastają z nich różnej wielkości wychodnie skalne. Doliną spływa Lehotský potok (w dolnym biegu, po połączeniu z Kamenným potokom, przyjmuje nazwę Lazný potok), który ma swe źródła na wysokości ok. 1100 m n.p.m. na pn. stokach Maléj Homôlki.
Cała dolina leży w granicach Obszaru Chronionego Krajobrazu Ptacznik.
Dolina jest prawie w całości zalesiona, jedynie w jej dolnej części znajduje się kilka mniejszych polan, na których rozlokowało się kilka zgrupowań domków letniskowych, zaś w górze doliny niewielka chata Smrečina. Tu także maleńki ośrodek narciarski Sekaniny z jednym wyciągiem orczykowym. Nieco powyżej ośrodka amfiteatr, w którym organizowane są różne imprezy plenerowe. Do chaty Smrečina wiedzie dnem doliny ogólnodostępna droga jezdna z nawierzchnią asfaltową.
Przy ośrodku narciarskim zaczynają się żółte  znaki szlaku turystycznego, wiodącego na polanę Horné lázky pod Kunim vrchom (stamtąd szlak  zielony na szczyt Malá Homôlka w głównym grzbiecie Ptacznika).
Powyżej chaty Smrečina, na prawym (orograficznie) stoku doliny, ok. 50–100 m ponad jej dnem, skupisko wychodni skalnych w formie wież i ścianek, wykorzystywanych przez amatorów wspinaczki skalnej.